# 万年橋 (歙県)
万年橋（まんねんきょう）は、中国安徽省黄山市歙県徽城鎮にある石拱橋。長さ153メートル、幅6.7メートル、高10メートル。

## 歴史
万年橋は明の万暦元年（1573年）に建立された。清の光緒20年（1894年）は万年橋を重修した。
2012年6月、安徽省人民政府は万年橋を安徽省文物保護単位に認定した。